# ستيلار ويند

شعار المؤسسة (stellar wind)

ستيلار ويند (بالإنجليزية: Stellar Wind)‏ هو الاسم الرمزي للمعلومات التي تم جمعها عبر برنامج المراقبة الذي أقره رئيس الولايات المتحدة السابق جورج دبليو بوش بعد أحداث 11 سبتمبر 2001 كجزء من الحرب على الإرهاب. كشف عنه توماس تام [الإنجليزية] لصحيفة نيويورك تايمز في عام 2008.  كان ستيلار ويند تمهيدا للهياكل القانونية الجديدة التي سمحت لبوش ثم الرئيس أوباما بإعادة استنساخ كل من تلك البرامج وتوسيع انتشارها.
أنشطة البرنامج شملت التنقيب في البيانات من قاعدة بيانات ضخمة للاتصالات بين المواطنين الأمريكيين، بما في ذلك رسائل البريد الإلكتروني، المحادثات الهاتفية، المعاملات المالية والنشاط على الإنترنت.  كانت هناك خلافات داخلية داخل وزارة العدل الأمريكية حول مشروعية البرنامج.